# Unter der Treppe
Unter der Treppe (Originaltitel: Staircase, wörtlich übersetzt: Treppenhaus) ist ein britisch-US-amerikanisches Filmdrama in Farbe aus dem Jahr 1969 von Stanley Donen. Die Hauptrollen übernahmen Rex Harrison und Richard Burton. Das Drehbuch verfasste Charles Dyer, auf dessen gleichnamigem Theaterstück der Film beruht. Die Weltpremiere hatte der Streifen am 20. August 1969 in den USA. In der Bundesrepublik Deutschland kam er erstmals am 5. September 1969 in die Kinos.

## Handlung
Harry Leeds und Charles Dyer, zwei homosexuelle Männer, leben seit rund zwanzig Jahren wie ein Ehepaar zusammen. Harry, der einen Friseursalon betreibt, ist ein Muttertyp, der den Haushalt besorgt, Charlie dagegen ein abgetakelter Mime und brüchiger Sonny-Boy-Typ, der aktivere Teil der beiden. Jeder kennt den anderen ganz genau, kennt seine jeweiligen Schwächen und schwachen Punkte. Beide nutzen diese Kenntnis weidlich aus, giften sich erbarmungslos bis zur Zerfleischung an, werfen sich Vergangenes vor, geben vor, sich trennen zu wollen, kokettieren mit ehemaligen Liebschaften und Erfolgen, beschuldigen sich gegenseitig, das eigene Leben mit all seinen offenen Möglichkeiten zerstört zu haben – und bleiben, wenn’s an die Trennung gehen soll, doch beieinander; das jahrzehntelange Zusammenleben hat den Partner unentbehrlich gemacht. Die zwei sind in einer bindenden Hassliebe voneinander abhängig und aufeinander eingespielt.

## Kritik
Der Evangelische Film-Beobachter fasst seine Meinung so zusammen: Gelungene Filminszenierung des gleichnamigen Theaterstücks […]. Kein „Problemfilm“ (obwohl auf Probleme wie gesellschaftliche Isolierung und Ächtung hinweisend), sondern eher ein Boulevardstück mit tragikomischen Zügen, das ein Publikum voraussetzt, das unbefangen über „komische“ Seiten eines an sich komplizierten und ernsten Themas lachen kann, ohne „über etwas lachen“ mit „sich über etwas lustig machen“ zu verwechseln. Zwei Stunden hervorragenden Spiels und witzigen (Film-) Theaters, das unter der genannten Einschränkung zu empfehlen ist.
Das Lexikon des internationalen Films kommt zu der Einschätzung, der Film enthalte eine tragikomische Charakterstudie und sei schauspielerisch hervorragend. Die staatliche Filmbewertungsstelle Wiesbaden erteilte dem Werk das Prädikat „Besonders wertvoll“.